# Fabrizio Croci
Fabrizio Croci (Parma, 7 dicembre 1974) è un attore italiano.

## Biografia
Nato a Parma, ha preso parte a numerose fiction televisive. Nel 2004 recita in Vento di ponente regia di Ugo Fabrizio Giordani e Alberto Manni.
Nel 2005 recita in R.I.S. 2 - Delitti imperfetti con la regia di Alexis Sweet.
Nel 2007 entra nel cast della soap opera Un posto al sole dove ottiene il ruolo di Gabriele Marelli.
Dal 2007 al 2008 è nel cast secondario della soap opera di Canale 5 Vivere, dove ottiene il ruolo di Marco Zard.
Nel 2008 viene scelto per interpretare il ruolo di Claudio Moretti nella fiction Terapia d'urgenza con la regia di Luciano Gaudino.
Sempre nello stesso anno, nel 2008, è nel cast di R.I.S. 5 - Delitti imperfetti con la regia di Fabio Tagliavia e anche nella serie televisiva Un caso di coscienza 4, regia di Luigi Perelli l'anno successivo. Nel 2011 viene scelto per interpretare il ruolo di Alessio Nisi nella soap opera di Canale 5 Centovetrine.

## Filmografia

### Cinema
- Come le onde del mare, regia di Nello Correale (2002)
- Modena Modena, stazione di Modena, regia di Daniele Malavolta (2004)
- Darkness Surrounds Roberta, regia di Giovanni Pianigiani (2008)
- Riso, amore e fantasia, regia di Ettore Pasculli (2016)
- Arrangiamoci, regia di Francesco Scaglia Mondini (2017) - cortometraggi
- 1/2, regia di Raffaele Salvaggiola (2017)
- Margot, regia di Daniele Costi (2020)
- Yara, regia di Marco Tullio Giordana (2021)
- La vita accanto, regia di Marco Tullio Giordana (2024)

### Televisione
- Un passo più in là - cortometraggio regia di Duccio Giordano (1997)
- Vento di ponente 2 - regia di Ugo Fabrizio Giordani e Alberto Manni (2004)
- Replay - film TV regia di Giorgio Grasso (2005)
- Omission - film TV regia di Emiliano Dante (2006)
- R.I.S. 2 - Delitti imperfetti, regia di Alexis Sweet - serie TV, episodio 2x16 (2006)
- Un posto al sole - registi vari - Soap opera - Ruolo: Gabriele Marelli (2007)
- Vivere - registi vari - Soap opera - Ruolo: Marco Zard (2007)
- Terapia d'urgenza - regia di Luciano Gaudino (2008)
- R.I.S. 5 - Delitti imperfetti, regia di Fabio Tagliavia - serie TV, episodio 5x04 (2009)
- Un caso di coscienza 4 - regia di Luigi Perelli (2009)
- Squadra antimafia - Palermo oggi - serie TV, episodi 2x08-3x03 (2010-2011)
- R.I.S. Roma 2 - Delitti imperfetti, regia di Francesco Miccichè – serie TV, episodio 2x01 (2011)
- CentoVetrine - registi vari - Soap opera - Canale 5 - Ruolo: Alessio Nisi (2011)
- Distretto di Polizia – serie TV, episodio 11x13 (2011)
- Don Matteo - serie TV (2018)